# ホームウッド駅
ホームウッド駅（英語：Homewood Station）は、イリノイ州ホームウッド パーク・アヴェニュー18015にある駅。全米各地を結ぶ旅客鉄道のアムトラックとシカゴ近郊の通勤輸送を担うメトラが乗り入れている。

## 利用可能な鉄道路線／列車
アムトラックのホームウッド駅に発着する列車は下記の通り。
シカゴとニューオーリンズ間の夜行長距離列車シティ・オブ・ニューオーリンズ号…1日1往復停車
シカゴとカーボンデール間の昼行中距離列車イリニ・サルーキ…1日2往復発着
メトラの発着路線は下記の通り。
ユニバーシティ・パークとシカゴ・ミレニアム駅をハイライナーで結ぶメトラ電車線